# Bobritzsch (Ortsteil)
Bobritzsch este un Ortsteil⁠(d) din landul Saxonia, Germania.